# Die Frau in Rot (1984)
Die Frau in Rot (The Woman in Red) ist eine US-amerikanische Filmkomödie aus dem Jahr 1984 von Gene Wilder. Er führte nicht nur Regie, sondern schrieb das Drehbuch und übernahm die Hauptrolle. Für das Model Kelly LeBrock war es die erste Rolle in einem Film und der Durchbruch als Sexsymbol der 1980er Jahre. Den Soundtrack komponierte Stevie Wonder, der mit dem Filmsong I Just Called to Say I Love You einen Oscar gewann.
Der Film ist eine Neuverfilmung der französischen Komödie Ein Elefant irrt sich gewaltig (Un éléphant ça trompe énormément) aus dem Jahr 1976.

## Handlung
Der Familienvater Teddy Pierce ist ein mittlerer Manager im Marketing des öffentlichen Nahverkehrs in San Francisco und führt ein durch und durch geregeltes Leben. Als er eines Tages in der Tiefgarage die hochattraktive und ganz in Rot gekleidete Charlotte sieht, ist er auf den ersten Blick von ihr fasziniert. Nach einem belanglosen Wortwechsel im Aufzug und einem kurzen Stromausfall im Treppenhaus ist sie wieder verschwunden. Es stellt sich heraus, dass Charlotte als Fotomodell arbeitet. Pierce sieht an vielen Orten Plakate mit ihrem Bild.
Als er sie in der Nähe seines Büros wiedersieht, bittet er sie, sich mit ihm zu verabreden. Charlotte lehnt dies zunächst ab und will in ihrem Auto abfahren. Erst als Pierce sich auf die Motorhaube ihres Autos wirft, willigt sie schließlich ein.
Teddy wartet im Restaurant auf Charlotte, als ein Anruf von ihr kommt. Sie hat beruflich in Los Angeles zu tun und bittet ihn zu kommen. Pierce täuscht gegenüber seiner Frau einen plötzlich aufgetauchten beruflichen Termin vor. Er fliegt nach Los Angeles, doch sein Flugzeug wird aufgrund des schlechten Wetters nach San Diego umgeleitet.
Teddy und Charlotte treffen sich erneut, Teddys Freund Buddy fährt sie in einem Auto. Unterwegs wollen sie kurz eine alte Verwandte von Teddy besuchen. Dort angekommen stellen sie fest, dass Teddys Familie eine Überraschungsparty zu seinem Geburtstag veranstaltet, auf der Teddys Ehefrau anwesend ist. Um die peinliche Situation zu retten, tut Buddy so, als ob nicht Teddy, sondern er mit Charlotte gekommen wäre.
Einer der Freunde von Teddy täuscht einen Nervenzusammenbruch vor, damit Teddy die Party verlassen kann. Schließlich landet Teddy doch in Charlottes Wasserbett. Es stellt sich jedoch heraus, dass Charlotte verheiratet ist, ihr Ehemann klingelt an der Tür. Teddy muss sich auf dem Gesims des hohen Wohngebäudes verstecken, während Charlotte und ihr Ehemann Sex haben.
Pierce wird auf dem Gesims von den Passanten entdeckt. Sie halten ihn für einen Selbstmörder und rufen die Feuerwehr. Die Presse und ein Fernsehteam kommen, Teddys Ehefrau sieht ihren Mann im Fernsehen. Die Feuerwehrleute spannen eine Plane an, auf die Teddy springen soll. Er bedauert die Affäre und stellt fest, dass er eigentlich in der Ehe glücklich sei. Als er springt, merkt er dennoch, dass eine in der versammelten Menge wartende Zeitungsreporterin hübsch ist.

## Kritiken
Janet Maslin schrieb in der New York Times vom 15. August 1984, Gene Wilder schaffe es, dass man den von ihm gespielten Charakter mögen könne. Sein „Einfallsreichtum“ („ingenuity“) sei jedoch in einigen Szenen auf die Probe gestellt.

„Eine heitere Neufassung der frivolen französischen Komödie "Ein Elefant irrt sich gewaltig" von Yves Robert; eine Vielzahl komischer Einfälle sorgt für vergleichsweise ansehnliche Unterhaltung.“

„Das Remake des französischen Hits ‘Ein Elefant irrt sich gewaltig’ brachte Stevie Wonder den Oscar für seinen Song ‘I Just Called To Say I Love You’. Kelly LeBrock heiratet drei Jahre später Steven Seagal. Fazit: Harmloser 80er-Spaß mit einigen guten Gags.“

## Auszeichnungen
Stevie Wonder gewann im Jahr 1985 für den Song I Just Called to Say I Love You den Oscar und den Golden Globe Award; er wurde für den BAFTA Award nominiert.

## Hintergrund
Der Film wurde in San Francisco gedreht. Er spielte in den Kinos der USA ungefähr 25,3 Millionen US-Dollar ein.
Die Szene, in der die Charlotte auf dem Lüftungsschacht steht, wird als eine Hommage an den Spielfilm Das verflixte siebte Jahr mit Marilyn Monroe angesehen.

## Soundtrack
- Hauptartikel: The Woman in Red